# فرانتسنهایم
فرانتسنهایم (به آلمانی: Franzenheim) یک شهر در آلمان است که در تریر-زاربورگ واقع شده‌است. فرانتسنهایم ۳۲۲ نفر جمعیت دارد.